# تياغو بيريرا (كرة يد)
تياغو بيريرا مواليد 8 يونيو 1989 في غيمارايس، البرتغال، هو لاعب كرة يد برتغالي. يلعب حاليا مع نادي بنفيكا لكرة اليد ويحمل الرقم 7. مثل منتخب البرتغال لكرة اليد.

## الإنجازات
- الدوري البرتغالي لكرة اليد الدرجة الأولى: 2006–07